# La Peste écarlate
La Peste écarlate (titre original : The Scarlet Plague) est un récit d'anticipation post-apocalyptique futuriste de l'écrivain américain Jack London publié aux États-Unis en 1912. En France, il a paru pour la première fois en 1924 associé à Construire un feu et Comment disparut Marc O’Brien.

## Résumé
Au XXIe siècle, en 2073, le monde est revenu à l'état de nature sauvage, à la suite d'une étrange pandémie en 2013 qui a ravagé la planète et qui a provoqué une mort presque immédiate de ses habitants. Cette peste écarlate, ainsi nommée car elle provoquait une coloration rouge de la peau, a totalement bouleversé l'ordre naturel et a quasiment rayé l'homme de la surface du globe. Seuls quelques individus, mystérieusement épargnés, ont survécu à la pandémie et ont réussi à recréer une forme de société, sans passé et sans culture. Un vieillard, interrogé par ses petits-enfants (Edwin, Bec-De-Lièvre, Hou-Hou), tente de faire comprendre l'ancien monde à des êtres incapables de se figurer celui-ci. Représentant d'une forme d'intellectualité désormais incongrue, ayant sombré lui-même dans une demi-sénilité, l'ex-professeur James Howard Smith évoque un monde englouti, sa miraculeuse survie, l'effroi de la solitude jusqu'à sa rencontre avec la tribu des Chauffeurs, la difficile soumission à des êtres dépourvus de toute intelligence et régnant désormais en brutes... Mais un espoir subsiste: dans une grotte, Smith a entreposé des ouvrages, vestiges de la civilisation autrefois triomphante, et la clé de l'alphabet, afin qu'un jour, un homme relève de ses cendres la puissance de l'esprit humain.